# Scotiomyia fusca
Scotiomyia fusca är en tvåvingeart som beskrevs av Henk J.G. Meuffels och Patrick Grootaert 1997. Scotiomyia fusca ingår i släktet Scotiomyia och familjen styltflugor. Inga underarter finns listade i Catalogue of Life.